# Ministerio del Interior (Ecuador)
El Ministerio del Interior es un ministerio del Ecuador como organismo de derecho público, con personalidad jurídica dotado de autonomía técnica, administrativa, operativa y financiera encargado de formular las políticas gubernamentales para la seguridad ciudadana, la protección interna del país y el orden público.
El Ministerio del Interior fue instaurado en 1830 por la primera constitución del Ecuador y por el presidente Juan José Flores, siendo llamado en esa época Ministerio del Interior y Relaciones Exteriores, ejerciendo las competencias de ambas carteras de estado hasta 1895, año en que el presidente Eloy Alfaro dividió las carteras de estado en Ministerio del Interior y Ministerio de Relaciones Exteriores. 
Durante la mayor parte del siglo XX e inicios del siglo XXI, el Ministerio de Gobierno, Policía, Municipalidades y Cultos (1926 a 2010) asumía todas las funciones de velar por la gobernabilidad, el mantenimiento del régimen democrático y el irrestricto respeto a la Constitución y a los Derechos Humanos, sin embargo, en el gobierno de Rafael Correa, pasó a denominarse como Ministerio del Interior; y, en el gobierno de Guillermo Lasso nuevamente fue renombrado a Ministerio de Gobierno.
El 30 de marzo de 2022 el presidente Guillermo Lasso firmó el decreto ejecutivo 381 por el cual el Viceministerio del Interior se escinde del Ministerio de Gobierno formando un nuevo ministerio.

## Actividades

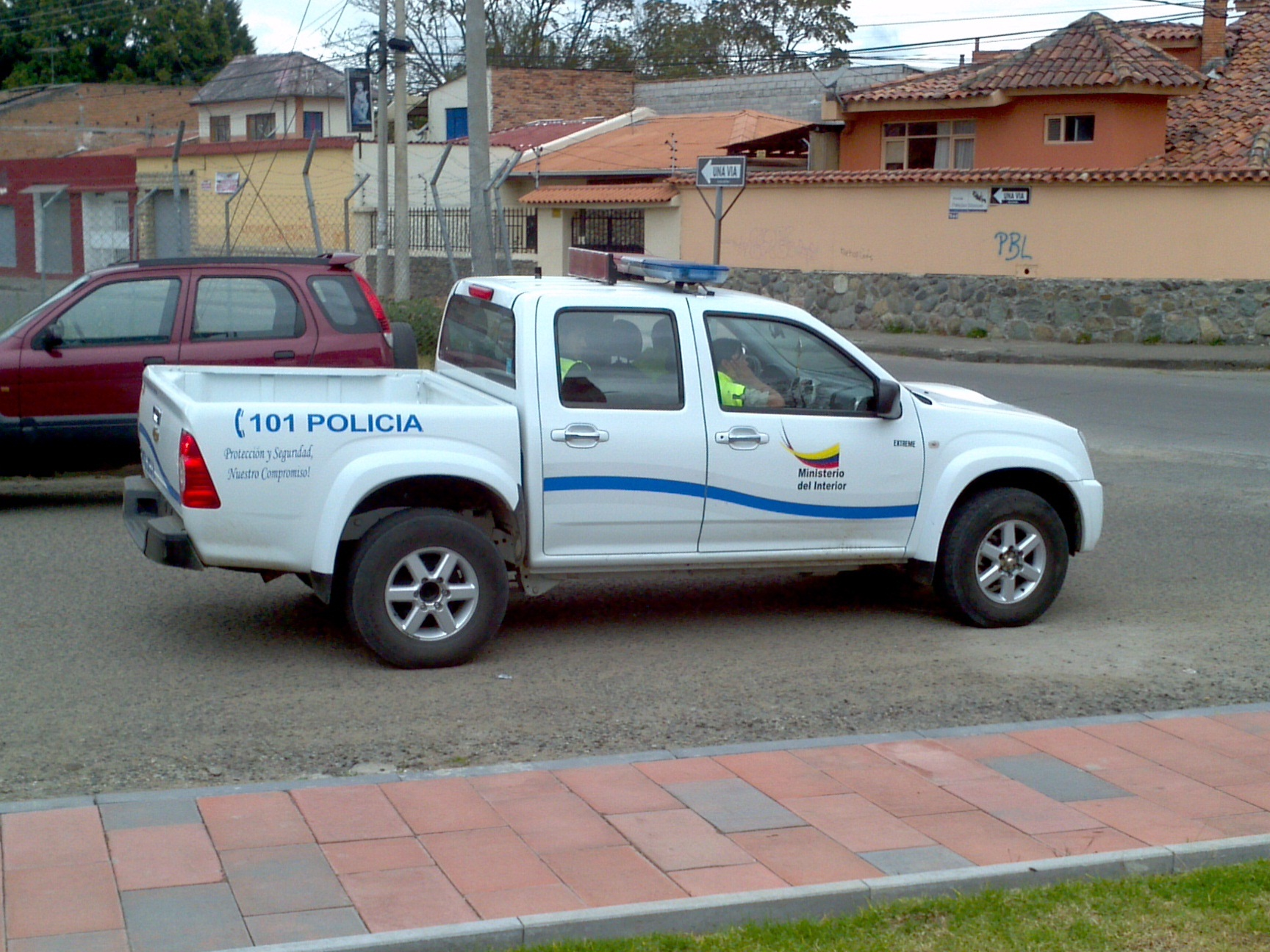
Camioneta de la Policía Nacional del Ecuador con el logo del ministerio.

El mantenimiento del régimen democrático, apoyo de la estabilidad del Gobierno y orden constituido, son actividades coordinadas con el apoyo de los organismos del Ejecutivo quienes aprueban, modifican y recusan los trabajos presentados.

## Funciones
El Ministerio de Gobierno tiene entre sus funciones elementales: programar, organizar, dirigir y coordinar las actividades concernientes a la gobernabilidad, para lo cual busca acercamientos con los movimientos sociales y gremiales de la Nación, siendo encargado de la gestión y control de las gobernaciones provinciales. 
Además, este Portafolio asesora y orienta las políticas del Frente Interno y se encarga de la seguridad interna del país a través de la Policía Nacional.